# Liste des airs spirituels de Jean-Sébastien Bach
Bernhard Christoph Breitkopf - à l'origine de la plus ancienne maison d'édition musicale du monde (Breitkopf & Härtel) - publia à Leipzig, en 1736, un Musicalisches Gesang-Buch. Ce recueil, de Georg Christian Schemelli, contient 954 lieder et airs spirituels pour soprano et continuo. Bach a collaboré à un degré non établi précisément pour 69 de ces mélodies.

## Liste
| No BWV   | Incipit                                                                                               | Texte                               |
| -------- | --- | ----------------------------------- |
| BWV 439  | Ach, dass nicht die letzte Stunde meines Lebens (Oh, ce n'est pas la dernière heure de ma vie)        | Erdmann Neumeister, 1736            |
| BWV 440  | Auf, auf! Die rechte Zeit ist hier (Allez, allez ! C'est le bon moment)                               | Martin Opitz, 1628                  |
| BWV 441  | Auf, auf, mein Herz, mit Freuden (Allez, allez !, mon cœur, avec joie)                                | Paul Gerhardt, 1647                 |
| BWV 442  | Beglückter Stand getreuer Seelen! (Heureuses les âmes fidèles !)                                      | Ulrich Bogislaus Bonin, 1727        |
| BWV 443  | Beschränkt, ihr Weisen dieser Welt (Limités, vous, sages de ce monde)                                 | Christoph Wegleiter, 1690           |
| BWV 444  | Brich entzwei, mein armes Herze (Mon pauvre cœur est brisé en deux)                                   | David Trommer, 1670                 |
| BWV 445  | Brunnquell aller Güter (Source de tous les bienfaits)                                                 | Johann Franck, 1653                 |
| BWV 446  | Der lieben Sonne Licht und Pracht (Le cher soleil est lumière et magnificence)                        | Christian Scriver, 1684             |
| BWV 447  | Der Tag ist hin, die Sonne gehet nieder (La journée se termine, le soleil se couche)                  | Johann Christoph Rube, 1712         |
| BWV 448  | Der Tag mit seinem Lichte (Le jour avec son lumineux...)                                              | Paul Gerhardt, 1666                 |
| BWV 449  | Dich bet ich an, mein höchster Gott! (Je vous prie, mon Dieu très haut)                               | Johannes Gottfried Olearius ?, ?    |
| BWV 450  | Die bittre Leidenszeit beginnet abermal (La souffrance amère recommence)                              | Heinrich Elmenhorst, 1681           |
| BWV 451  | Die goldne Sonne, voll Freud' und Wonne (Le soleil doré, plein de joie et d'allégresse)               | Paul Gerhardt, ?                    |
| BWV 452  | Dir, dir, Jehova, will ich singen (Pour vous, Seigneur, je chante)                                    | Bartholomäus Crasselius, 1697       |
| BWV 453  | Eins ist Not! ach Herr, dies Eine (Nous ne sommes pas, oh Seigneur, cette chose)                      | Johann Heinrich Schröder, 1695      |
| BWV 454  | Ermuntre dich, mein schwacher Geist (Encourage-toi, mon esprit faible)                                | Johann Rist, ?                      |
| BWV 455  | Erwürgtes Lamm (Agneau étranglé)                                                                      | ?, ?                                |
| BWV 456  | Es glänzet der Christen inwendiges Leben (La vie brille de chrétiens sincères)                        | Christian Friedrich Richter, ?      |
| BWV 457  | Es ist nun aus mit meinem Leben (C'est désormais chose faite de ma vie)                               | Magnus Daniel Omeis, 1673           |
| BWV 458  | Es ist vollbracht! Vergiss ja nicht dies Wort (C'est fini ! Oui n'oubliez pas ce mot)                 | Johann Eusebius Schmidt, 1714       |
| BWV 459  | Es kostet viel, ein Christ zu sein (Il en coûte beaucoup d'être chrétien)                             | Christian Friedrich Richter, 1704   |
| BWV 460  | Gib dich zufrieden und sei stille (Ne pas pleurer et se taire)                                        | Paul Gerhardt, 1666                 |
| BWV 461  | Gott lebet noch (Dieu est toujours vivant)                                                            | Johann Friedrich Zihn, 1692         |
| BWV 462  | Gott, wie gross ist deine Güte (Dieu, combien est grande ta bonté)                                    | Georg Christian Schemelli, 1736     |
| BWV 463  | Herr, nicht schicke deine Rache (Seigneur, n'envoyez pas votre vengeance)                             | Martin Opitz, 1634                  |
| BWV 464  | Ich bin ja, Herr, in deiner Macht (Oui Seigneur, je suis en ta possession)                            | Simon Dach, 1648                    |
| BWV 465  | Ich freue mich in dir (Je me réjouis en toi)                                                          | Kaspar Ziegler, 1697                |
| BWV 466  | Ich halte treulich still (Je garde fidèlement le silence)                                             | JH Till, 1736                       |
| BWV 467  | Ich lass' dich nicht (Je ne vais pas vous laisser)                                                    | Wolfgang Christoph Dreßler, 1692    |
| BWV 468  | Ich liebe Jesum alle Stund' (J'aime Jésus chaque heure)                                               | Georg Christian Schemelli ?, 1736   |
| BWV 469  | Ich steh an deiner Krippen hier (Je me tiens ici, près de votre crèche)                               | Paul Gerhardt, 1653                 |
| BWV 470  | Jesu, Jesu, du bist mein (Jésus, Jésus, tu es mon, )                                                  | ?, ?                                |
| BWV 471  | Jesu, deine Liebeswunden (Jésus, vos blessures d'amour)                                               | ?, ?                                |
| BWV 472  | Jesu, meines Glaubens Zier (Jésus, ma véritable foi)                                                  | Gottfried Wilhelm Sacer, 1714       |
| BWV 473  | Jesu, meines Herzens Freud (Jésus, mon cœur joyeux)                                                   | Johann Flitner, 1661                |
| BWV 474  | Jesus ist das schönste Licht (Jésus est la plus belle lumière)                                        | Christian Friedrich Richter, 1706   |
| BWV 475  | Jesus, unser Trost und Leben (Jésus, notre consolation et notre vie)                                  | Ernst Christoph Homburg, 1659       |
| BWV 476  | Ihr Gestirn, ihr hohen Lüfte (Toi, étoile, toi, ciel haut)                                            | Johann Franck, 1674                 |
| BWV 477  | Kein Stündlein geht dahin (Pas une heure ne passe)                                                    | ?, ?                                |
| BWV 478  | Komm süßer Tod, komm selge Ruh! (Venez mort douce, venez paix bienheureuse !)                         | ?, 1724                             |
| BWV 479  | Kommt, Seelen, dieser Tag (Âmes, venez ce jour)                                                       | Valentin Ernst Löscher, 1713        |
| BWV 480  | Kommt wieder aus der finstern Gruft (Revenez dans la tombe sombre)                                    | ?, ?                                |
| BWV 481  | Lasset uns mit Jesus ziehen (Allons avec Jésus)                                                       | Sigmund von Birken, 1653            |
| BWV 482  | Liebes Herz; bedenke doch (Cher cœur, rappelez-vous)                                                  | Christian Jakob Koitsch, 1714       |
| BWV 483  | Liebster Gott, wann werd ich sterben ? (Cher Dieu, quand mourrai-je ?)                                | Caspar Neumann, 1690 ?              |
| BWV 484  | Liebster Herr Jesu, wo bleibst du so lange? (Cher Seigneur Jésus, où êtes-vous depuis si longtemps ?) | Christian Weselowius, ?             |
| BWV 485  | Liebster Immanuel (Cher Emmanuel)                                                                     | Ahasverus Fritsch, 1679             |
| BWV 486  | Mein Jesu, dem die Seraphinen (Mon Jésus, les Séraphins)                                              | Wolfgang Christop Dreßler, 1692     |
| BWV 487  | Mein Jesu! was für Seelenweh (Mon Jésus! Qu'est-ce qu'un échange d'âme)                               | ?, ?                                |
| BWV 488  | Meines Lebens letzte Zeit (Dans ma vie une dernière fois)                                             | ?, 1726                             |
| BWV 489  | Nicht so traurig, nicht so sehr (Pas si triste, non pas tellement)                                    | Paul Gerhardt, ?                    |
| BWV 490  | Nur mein Jesus ist mein Leben (Seul mon Jésus est ma vie)                                             | ?, ?                                |
| BWV 491  | O du Liebe meiner Liebe (Ô vous partagez mon amour)                                                   | ?, 1697                             |
| BWV 492  | O finstre Nacht, wenn wirst du doch vergehen? (Ô nuit noire, quand serez-vous passée ?)               | Georg Friedrich Breithaupt, 1704    |
| BWV 493  | O Jesulein süß, o Jesulein mild! (Ô Jésus si doux, ô Jésus si tendre !)                               | ?, ?                                |
| BWV 494  | O liebe Seele (Ô chère âme)                                                                           | ?, ?                                |
| BWV 495  | O wie selig seid ihr doch, ihr Frommen (Ô combien béni êtes-vous maintenant, vous pieux)              | Simon Dach, 1635                    |
| BWV 496  | Seelenbräutigam (Âme unie)                                                                            | Adam Drese, 1695                    |
| BWV 497  | Seelenweide (Âme champêtre)                                                                           | Adam Drese, 1695                    |
| BWV 498  | Selig! Wer an Jesum denkt (Heureux ! Quand vous pensez à Jésus)                                       | ?, ?                                |
| BWV 499  | Sei gegrüßet, Jesu (Je vous salue, Jésus)                                                             | Christian Keymann, 1663             |
| BWV 500  | So gehst du nun, mein Jesu (Allez maintenant, mon Jésus) conversation entre l'âme et Jésus            | Caspar Friedrich Nachtenhöfer, 1699 |
| BWV 500a | So gehst du nun, mein Jesu (Allez maintenant, mon Jésus) seulement l'âme                              | Caspar Friedrich Nachtenhöfer, 1699 |
| BWV 501  | So gibst du nun, mein Jesu, gute Nacht! (Permettez-moi donc, mon Jésus, une bonne nuit)               | August Pfeiffer, 1647               |
| BWV 502  | So wünsch ich mir zu guter Letzt (Je voudrais donc enfin)                                             | Johann Rist, 1642                   |
| BWV 503  | Steh ich bei meinem Gott (Je me tiens avec mon Dieu)                                                  | Johann Daniel Herrenschmidt, 1714   |
| BWV 504  | Vergiss mein nicht, dass ich dein nicht vergesse (Ne m'oubliez pas, je ne vais pas vous oublier)      | Gottfried Arnold, 1698              |
| BWV 505  | Vergiss mein nicht (Ne m'oubliez pas)                                                                 | Gottfried Arnold, 1714              |
| BWV 506  | Was bist du doch, o Seele, so betrübet (Qu'êtes-vous, ô âme en deuil)                                 | Rudolph Friedrich von Schultt, 1736 |
| BWV 507  | Wo ist mein Schäflein, das ich liebe (Où est mon agnelle, que j'aime ?)                               | Julia Patientia von Schultt, 1701   |